# Fabiola Campillai
Fabiola Andrea Campillai Rojas (San Bernardo, 17 de mayo de 1983) es una activista y política chilena. Se hizo conocida a nivel nacional e internacional por perder la visión, olfato y gusto debido a una lacrimógena lanzada por un efectivo de Carabineros, suceso ocurrido durante el estallido social en octubre de 2019. En las elecciones parlamentarias de 2021, fue elegida como senadora en calidad de independiente, por la Circunscripción 7, correspondiente a la Región Metropolitana de Santiago, siendo la senadora más votada a nivel nacional.

## Familia, estudios y activismo
Nació el 17 de mayo de 1983, en la comuna de San Bernardo. Es hija de María Rojas García y de Luis Campillai Tarifeño. Realizó sus estudios de educación media en el Liceo Fidel Pinochet Le-brun de San Bernardo y en el Liceo Manuel Barros Borgoño de Santiago.
Desde temprana edad, se ha desempeñado en tareas de cuidado de familiares y en diversos empleos, por ejemplo, dependienta de local comercial y como operaria en la empresa de alimentos Carozzi.
Activista y promotora de actividades en beneficio de la comunidad de la población Cinco Pinos de San Bernardo, en la cual reside. Formó, junto a vecinos, el «Comité de Ayuda Vecinal», destinado a colaborar con necesidades específicas y con las tareas de la Junta de Vecinos Cinco Pinos. Además, se desempeñó como bombera.
Está casada con Mario Cornejo González, y es madre de dos hijas y un hijo.

## Agresión y pérdida de visión
En la noche del 26 de noviembre de 2019, durante el estallido social, salió de su casa en San Bernardo para ir a tomar su turno de noche en una fábrica de Carozzi. Un grupo de Carabineros estaba vigilando a unos manifestantes, aunque otras fuentes mencionan que no había manifestación a esa hora. Cuando esperaba en un paradero del transporte público, un carabinero situado a 50 metros de distancia, lanzó una bomba lacrimógena que le impactó en el rostro. Al recibir el disparo, ella cayó al suelo y perdió el conocimiento. Las fuerzas policiales siguieron lanzando gas lacrimógeno y luego se fueron sin prestarle asistencia médica, a pesar de que al menos dos carabineros vieron que una persona había caído herida. Fue llevada a un hospital por vecinos. Como consecuencia del impacto, sus dos globos oculares estallaron, tuvo un traumatismo craneoencefálico, tuvo fracturas de huesos de cara y cráneo, lo que la dejó ciega y sin sentido del olfato y del gusto. Estuvo en coma inducido y en los dos meses después de la agresión, tuvo tres operaciones.
El Instituto Nacional de Derechos Humanos (INDH) presentó una querella en contra de Carabineros. La investigación demoró más de ocho meses e identificó a Patricio Maturana como responsable de haber lanzado la bomba lacrimógena. Fue expulsado de la institución, acusado de «apremios ilegítimos con resultado de lesiones gravísimas». La Fiscalía desarrolló una segunda investigación, que dio cuenta que Patricio Maturana no estaba certificado para utilizar una escopeta lanza gases en la fecha en el momento de la agresión.
El 1 de septiembre de 2022, el Tribunal Oral en lo Penal de San Bernardo declaró culpable de forma unánime a Maturana por el "delito de apremios ilegítimos con resultado de lesiones gravísimas", creditándose que «percutó la carabina lanza gases que portaba, de manera frontal, dirigiéndola directamente a las personas (…), contraviniendo lo ordenado por Carabineros en la normativa y protocolos respectivos, así como lo instruido por el fabricante de la munición", ocasionándole a Campillai "el estallido de sus globos oculares, y resultó con diversas fracturas de huesos de cara y cráneo, que le provocaron ceguera total, pérdida del sentido del gusto y del olfato, y otras secuelas físicas y estéticas notorias”. Su intención no fue usar el arma… para dispersar o disuadir a muchedumbre, sino que su propósito fue hacer daño”, dijo la magistrada Marcela Nilo, cuando se decretó su culpabilidad. El tribunal lo condenó a 12 años y 183 días de presidio efectivo, que deberá cumplir de forma efectiva. Los abogados del excapitán interpusieron un recurso de nulidad ante la Corte de Apelaciones de San Miguel, el cual fue rechazado por no comprobarse parcialidad en el proceso.

## Carrera política

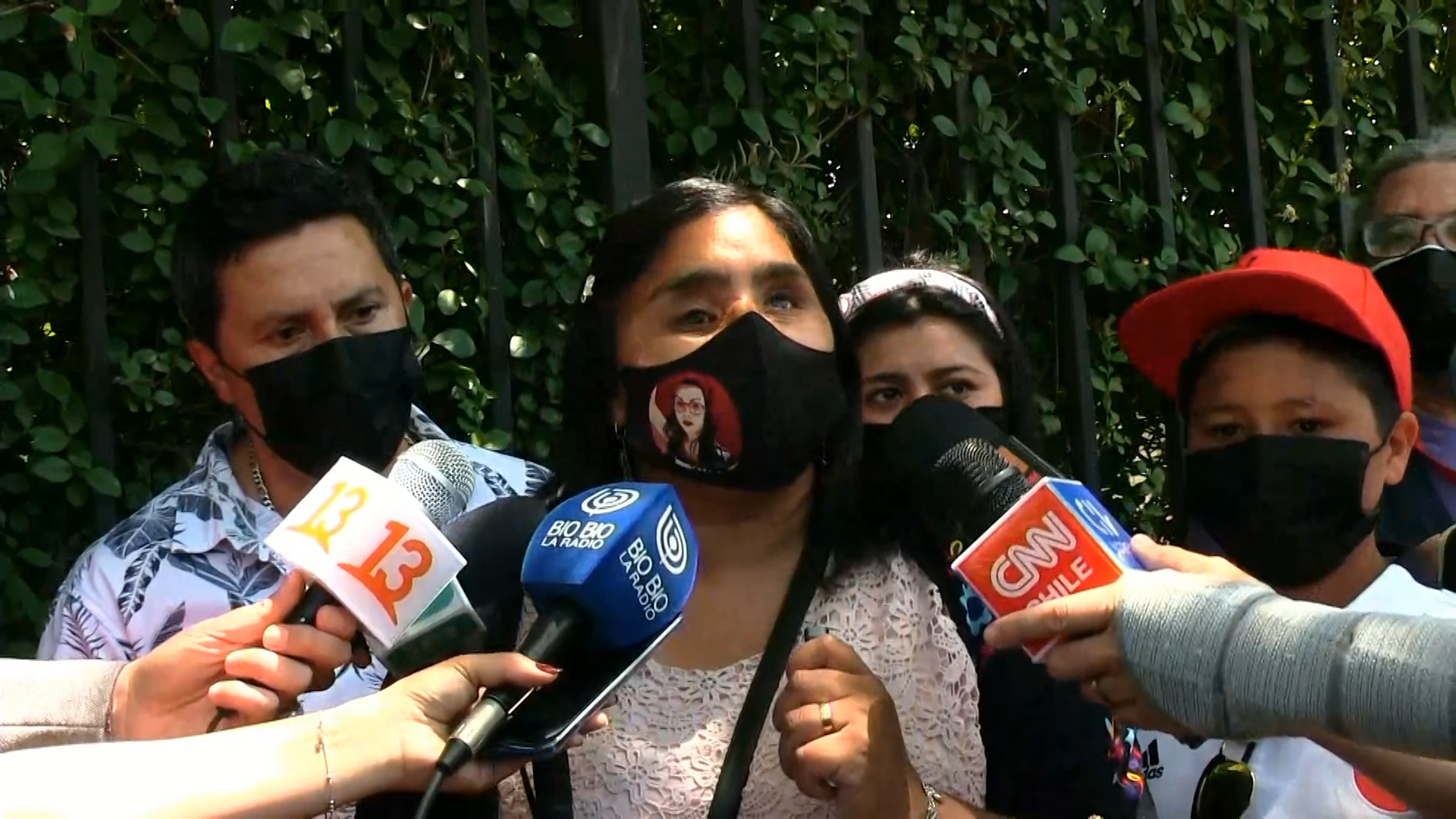
Campillai después de votar en las elecciones parlamentarias de 2021.

En agosto de 2021 presentó su candidatura independiente al Senado, por la Circunscripción 7, de mayor tamaño del país (Santiago), y se alejó el mismo día de la inscripción de La Lista del Pueblo, movimiento al cual perteneció desde 2020. Destacó que recibió más de 15 mil patrocinios para poder ser candidata y declaró que sus ejes de campaña retomarán los temas principales del estallido social, como el fin a las AFP, una salud y educación gratuita de calidad y la recuperación de los recursos naturales. En los comicios del 21 de noviembre de 2021, fue elegida senadora tras alcanzar la primera mayoría de la circunscripción de la Región Metropolitana.
Prestó juramento como senadora el 11 de marzo de 2022, siendo la primera parlamentaria ciega en la historia de Chile. Pasó a integrar la Comisión Permanente de Derechos Humanos, Nacionalidad y Ciudadanía; y la Comisión Especial encargada de tramitar proyectos de ley relacionados con los niños, niñas y adolescentes.
El 11 de enero de 2022, anunció su ingreso a la bancada de senadores de Apruebo Dignidad, coalición del gobierno del presidente Gabriel Boric, aunque aclaró que será de forma meramente administrativa y que votará de forma "independiente" a la hora de sesionar en la cámara alta.

## Controversias

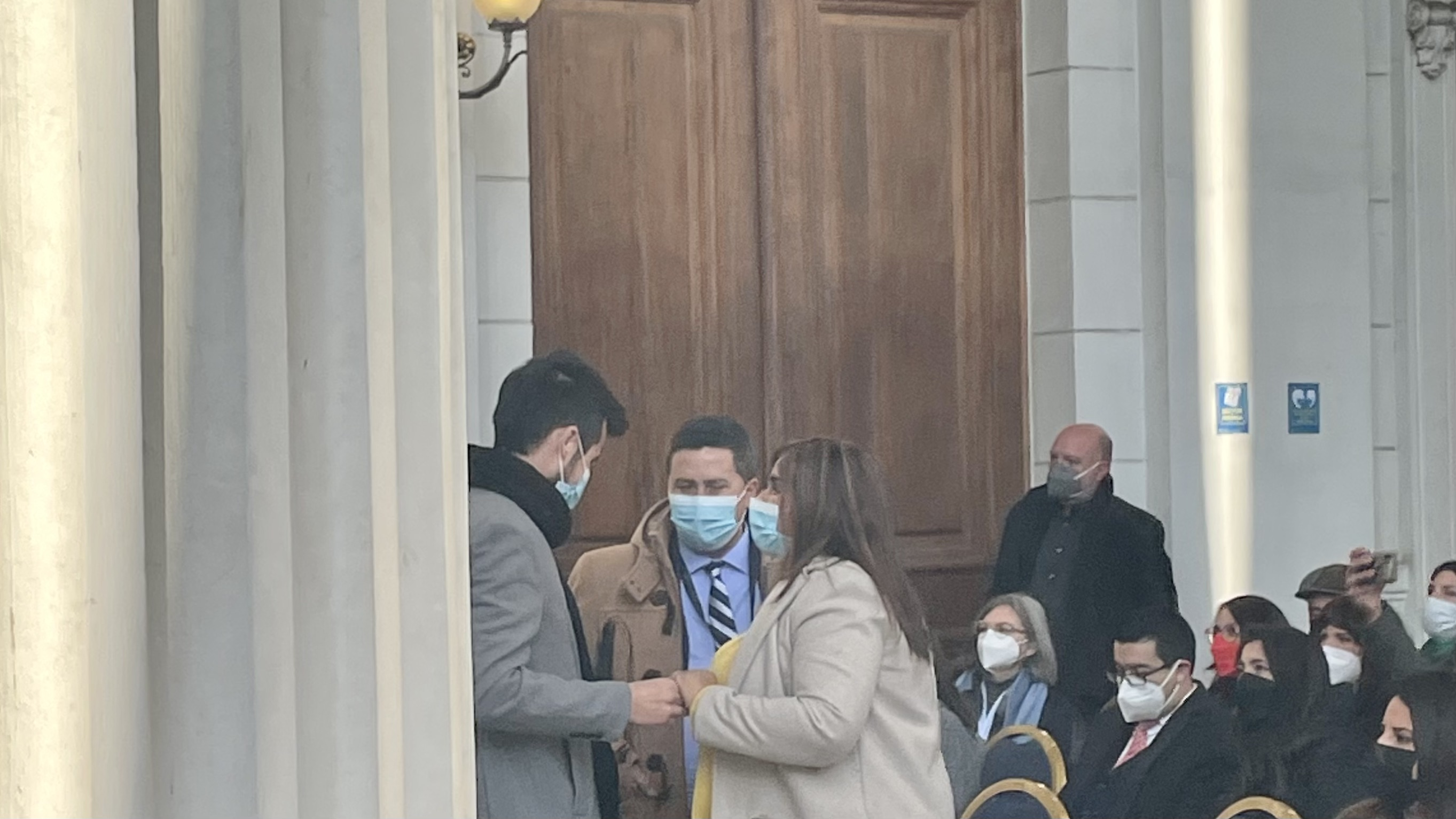
Fabiola Campillai y Gustavo Gatica en el cierre de la Convención Constitucional

Previo a su campaña senatorial, ante la decisión de la Corte de Apelaciones de San Miguel de revocar la prisión preventiva al excarabinero Patricio Maturana —quien lanzó una bomba lacrimógena que impactó en su cabeza, dejándola ciega de por vida—, el 30 de julio de 2021, hizo un llamado a que «desde donde estemos, salgamos a las calles y destruyamos todo y quememos todo (...) pacos desgraciados». El gobierno presidido entonces por Sebastián Piñera reaccionó a este llamamiento; el ministro del Interior y Seguridad Pública de la época, Rodrigo Delgado, frente a sus llamados de violencia explícita dijo que: uno puede empatizar con la situación y el dolor, sin embargo, en democracia deben haber frases y llamados responsables con el Estado de derecho, asegurando, que las palabras de Campillai "no son propias de una democracia". También, otra de las voces críticas a sus dichos fueron las del alcalde Recoleta y militante del Partido Comunista (PC), Daniel Jadue, quien condenó las declaraciones al decir que "no comparto ningún llamado a violencia y nunca lo he hecho". Ante dicho revuelo, la colectividad La Lista del Pueblo defendió sus declaraciones.

### Amenazas
Debido a la situación anterior, el 31 de julio de 2021, mediante su cuenta de Twitter, el militante de Renovación Nacional (RN) y exfuncionario de CORFO Verner Medina respondió a un «tuit» sobre Campillai indicando: «Y vamos todos a dejarle la cagá a #FabiolaCampillaiDelincuente  [sic] afuera de su casa». Ante esto, Campillai tomó acciones legales en contra del autor de dicho tuit, quien fue formalizado el 3 de marzo de 2022 por el delito de amenazas. Además, envió una carta pidiendo tomar responsabilidades al presidente del partido, Francisco Chahuán, quien indicó por redes sociales que iba a tomar contacto con ella, además de indicar que el implicado en el asunto ya no formaba parte del partido en cuestión.

## Historial electoral

### Elecciones parlamentarias de 2021
- Elecciones parlamentarias de 2021, candidata a senadora por la Circunscripción 7, Región Metropolitana de Santiago

| Candidato                        | Pacto                    | Partido | Votos   | %     | Resultado |
| -------------------------------- | ------------------------ | ------- | ------- | ----- | --------- |
| Fabiola Campillai Rojas          | Independiente            | Ind     | 402 078 | 15,14 | Senadora  |
| Manuel José Ossandón Irarrázaval | Chile Podemos +          | RN      | 279 908 | 10,54 | Senador   |
| Rojo Edwards Silva               | Frente Social Cristiano  | PRCh    | 249 273 | 9,39  | Senador   |
| Luciano Cruz-Coke Carvallo       | Chile Podemos +          | EVO     | 150 868 | 5,68  | Senador   |
| Claudia Pascual Grau             | Apruebo Dignidad         | PCCh    | 139 722 | 5,26  | Senadora  |
| Jaime Mañalich Muxi              | Chile Podemos +          | ILAA    | 132 621 | 4,99  |           |
| Karina Oliva Pérez               | Apruebo Dignidad         | COM     | 112 730 | 4,24  |           |
| Marcela Sabat Fernández          | Chile Podemos +          | RN      | 109 241 | 4,11  |           |
| Guillermo Teillier del Valle     | Apruebo Dignidad         | PCCh    | 101 506 | 3,82  |           |
| Celeste Jiménez Riveros          | Partido Ecologista Verde | PEV     | 79 928  | 3,01  |           |
| Paulina Vodanovic Rojas          | Nuevo Pacto Social       | PS      | 71 205  | 2,68  |           |
| Cristián Contreras Radovic       | Independientes Unidos    | CU      | 71 019  | 2,67  |           |
| Gabriel Silber Romo              | Nuevo Pacto Social       | PDC     | 58 716  | 2,21  |           |
| Rocío Donoso Pineda              | Apruebo Dignidad         | RD      | 53 235  | 2,00  |           |
| Sebastián Depolo Cabrera         | Apruebo Dignidad         | RD      | 48 858  | 1,84  |           |
| Gonzalo Martner Fanta            | Apruebo Dignidad         | ILAA    | 44 511  | 1,68  |           |
| Verónica Pardo Lagos             | Nuevo Pacto Social       | ILAH    | 26 151  | 0,98  |           |
| Natalia Piergentili Domenech     | Nuevo Pacto Social       | PPD     | 17 129  | 0,64  |           |
| Ricardo Ortega Perrier           | Frente Social Cristiano  | PRCh    | 16 422  | 0,62  |           |